# Петрополис (издательство)
Петрополис — русское издательство, существовавшее в 1920—1939 годах.

## История
Первоначально было создано 1 января 1918 в Петрограде, но при военном коммунизме работало как книжный склад; летом 1920 Л. П. Карсавин, Д. К. Петров, Я. Н. Блох, А. С. Каган, Г. Л. Лозинский, А. М. Розенер снова основали на его базе издательство, сумевшее приступить к полноценной работе весной 1921, после провозглашения НЭПа.
В 1922 году почти все учредители оказались в эмиграции в Берлине, где стараниями Блоха и Кагана был создан местный филиал «Петрополиса», поддерживавший связь с Россией через петроградское отделение, которым руководил Н. Шох.
«Петрополис» специализировался на издании современной русской поэзии: еще в Петрограде был издан последний прижизненный сборник Николая Гумилёва «Огненный столп», в 1922 в Берлине вышел сборник О. Э. Мандельштама «Tristia», в 1923 «Колчан» и «К Синей звезде» Гумилева, «Параболы» и «Глиняные голубки» М. Кузмина, сборник литературной критики «Завтра» (А. Ахматова, М. Кузмин, М. Лозинский и другие), «Богородицын корабль» Анны Радловой. Издательство печатало как прозу эмигрантских (И. А. Бунина, Н. Н. Берберову, М. А. Алданова, Р. Н. Блох, Р. Б. Гуля, М. А. Осоргина, Б. Темирязева, Н. А. Тэффи, В. Ф. Ходасевича), так и произведения советских авторов, в первую очередь те, что были запрещены большевиками (Е. И. Замятина, Н. Н. Никитина, Б. А. Пильняка («Красное дерево»), О. Г. Савича («Воображаемый собеседник»).
В 1924 году связь с Советской Россией была прервана и берлинский «Петрополис» стал самостоятельным издательством. Потеря советского книжного рынка вынудила издателей искать новые пути для выживания, благодаря чему активизировался выпуск книг «Театральной серии» (В. Н. Всеволодский-Гернгросс «И. А. Дмитревский» (1923), Тирсо де Молина «Дон Хиль Зеленые штаны» (1923), Ю. Патуйе «Мольер в России» (1924), Н. Евреинов «Происхождение драмы» (1921).
«Петрополис» работал в Берлине до конца 1937 года (дольше прочих эмигрантских издательств), когда под давлением нацистских властей редакция перебралась в Брюссель, но при этом до 1939 продолжал издавать в германской столице книги под своей маркой. Архив издательства был изъят гестапо и утерян.